# Чемпионат мира по борьбе 1913
В 1913 году Чемпионат мира по греко-римской борьбе прошёл 27-28 июля в Бреслау (Германская империя).

## Общий медальный зачёт
| Место | Страна   | Золото | Серебро | Бронза | Всего |
| ----- | -------- | ------ | ------- | ------ | ----- |
| 1     | Швеция   | 2      | 2       | 0      | 4     |
| 2     | Германия | 1      | 1       | 3      | 5     |
| 3     | Россия   | 1      | 0       | 0      | 1     |
| 4     | Австрия  | 0      | 1       | 0      | 1     |
| 5     | Богемия  | 0      | 0       | 1      | 1     |
| Всего | Всего    | 4      | 4       | 4      | 12    |

## Медалисты

### Греко-римская борьба (мужчины)
| Категория     | Золото           | Серебро          | Бронза             |
| ------------- | ---------------- | ---------------- | ------------------ |
| До 67,5 кг    | Эвальд Хегевальд | Хуго Юханссон    | Херман Шульц       |
| До 75 кг      | Георгий Бауман   | Эдвин Фельтстрём | Хайнрих Штифель    |
| До 82,5 кг    | Эрнст Нильссон   | Иоганн Трестлер  | Франтишек Копршива |
| Свыше 82,5 кг | Андерс Альгрен   | Якоб Незер       | Карл Хертель       |